# Victor Ramahatra
Victor Ramahatra (* 6. September 1945) ist ein madagassischer Politiker. Er war der Nachfolger des langjährigen Premierminister Désiré Rakotoarijaona und war in diesem Amt vom 12. Februar 1988 bis zum 8. August 1991.